# Evangelický kostel Horního sboru (Vsetín)
Evangelický kostel Horního sboru leží na evangelickém chrámovém okrsku na návrší západně od Horního náměstí v ulici Palackého. Památkově chráněn od roku 1994. Evangelický kostel Dolního sboru je od něj vzdálen asi 50 metrů.

## Historie sboru
Po vyhlášení náboženské tolerance v roce 1777 se k evangelické víře ve Vsetíně přihlásilo mnoho obyvatel. Okamžitě po vydání tolerančního patentu v vznikl sbor hlásící se k augspurskému vyznání (1781), reformovaný (helvétský) sbor vznikl v roce 1785. Oba sbory vstoupily po roce 1918 do Českobratrské církve evangelické. Dosud ve Vsetíně existují dva evangelické sbory - Horní a Dolní s dvěma evangelickými modlitebnami (kostely) a dvěma farami.

## Kostel Horního sboru a jeho vybavení
Evangelický kostel (modlitebna) Horního sboru (helvétského) byl postaven v těsném sousedství evangelického kostela augspurskeho vyznání. Stavba byla zahájena roku 1827. Je to halová stavba se sedlovou střechou se zděnými štíty situovaná západně od Horního náměstí.
Objekt s výrazně členěným vstupním průčelím byl vybudován na konci 18. století a přestavěn v letech 1824-1826. Původně klasicistní stavba byla výrazně změněna historizující přestavbou fasády s bohatou štukovou výzdobou v roce 1881–1882, kterou navrhl vsetínský architekt Michal Urbánek.
Novorenesančně byl kostel (modlitebna) přestavěna v roce 1892 podle návrhu Dušana Jurkoviče, na což upozorňuje deska vedle vstupních dveří. Kromě výrazného vstupního průčelí bylo přistaveno vstupní mohutné schodiště se sloupovou předsíní, doplněn byl také boční vstup.
V roce 1927 byl kostel upraven podle návrhu vsetínského místostarosty a architekta Františka Quise, přemístěna byla kazatelna se Stolem Páně.
V roce 1953 byly instalovány nové varhany. Znovu byl kostel opraven koncem 50. let 20. století, nejnověji po roce 1989. Modlitebna (kostel) je bez věže.

## Galerie

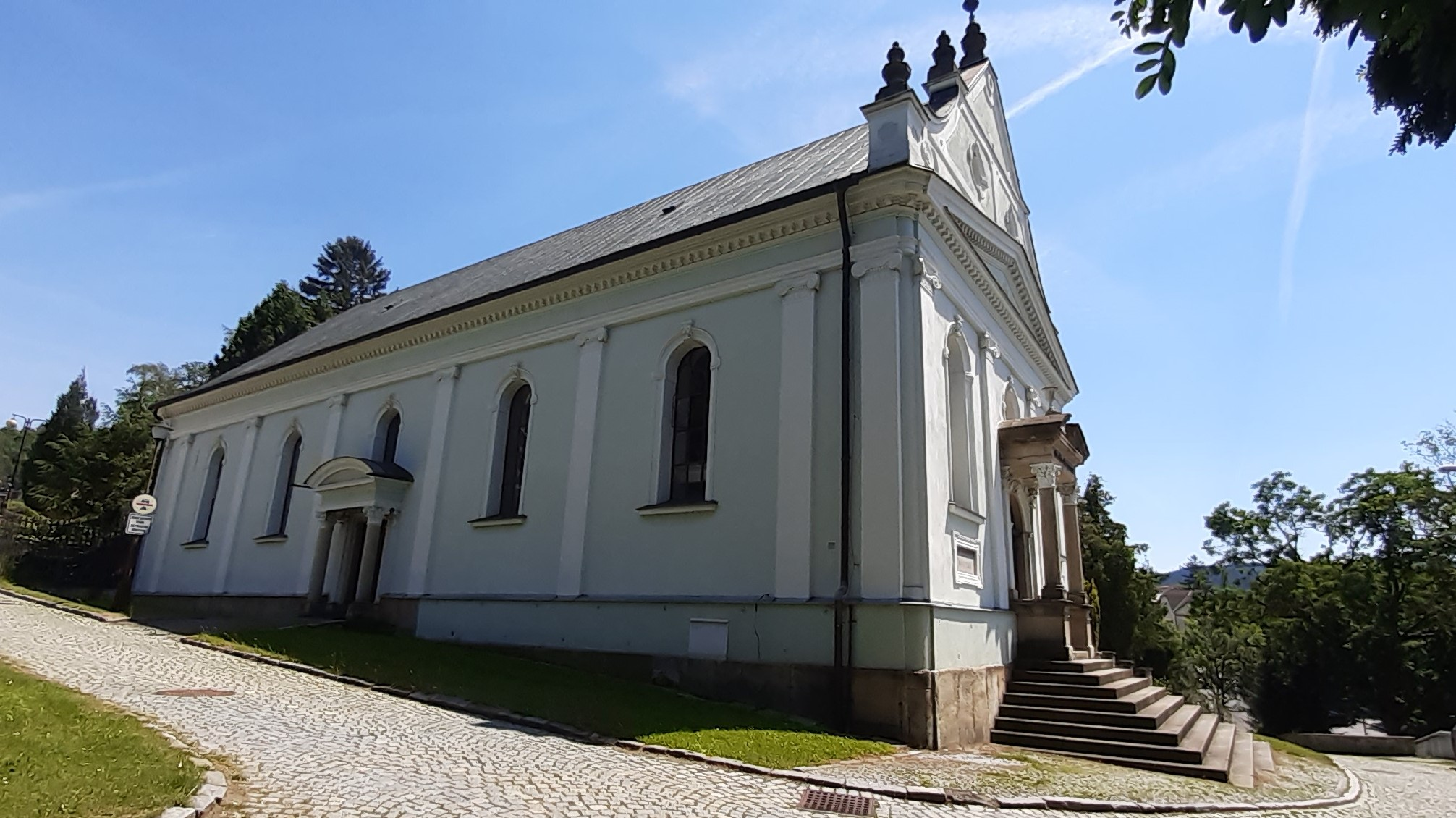
Modlitebna, boční pohled
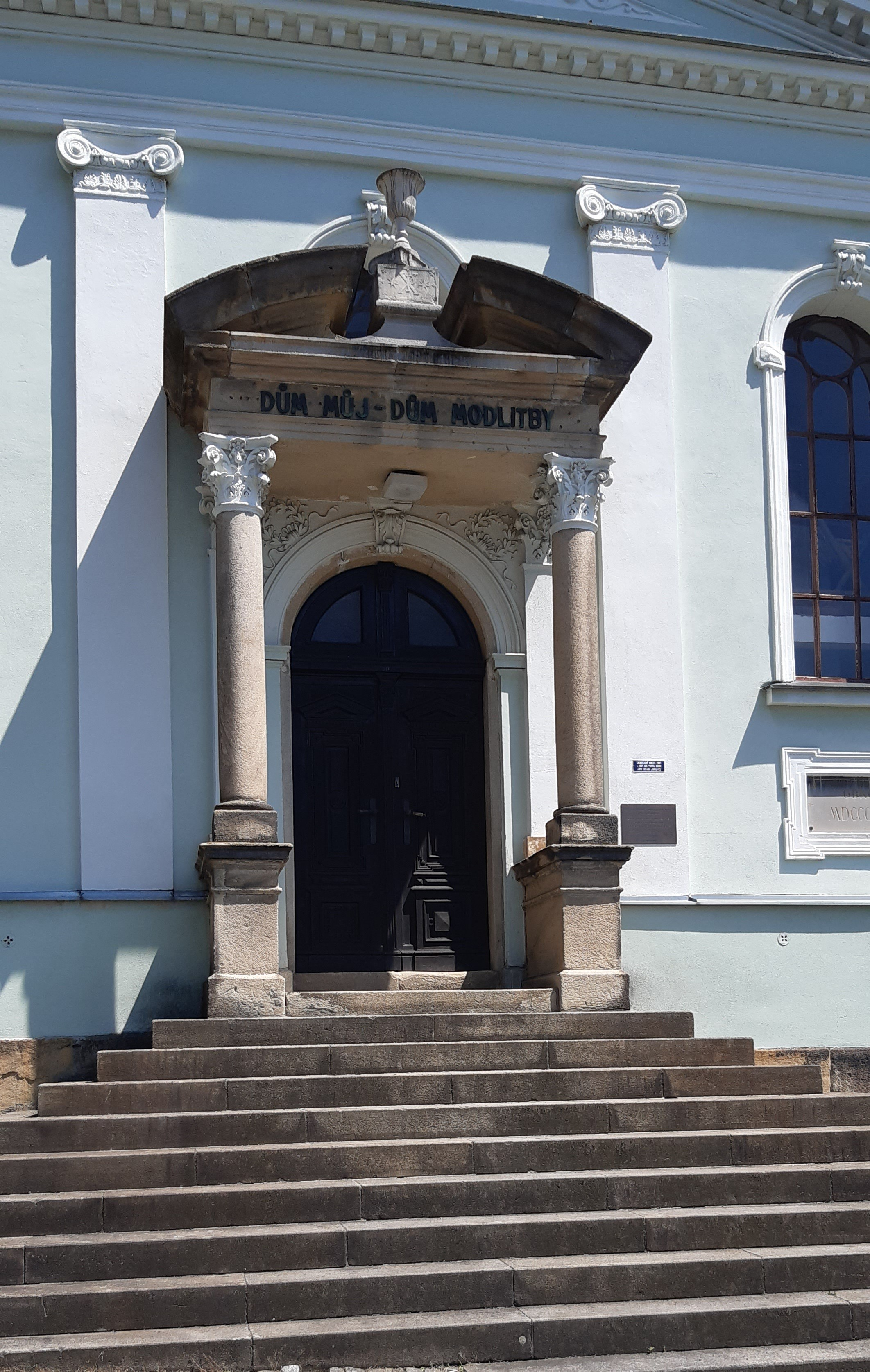
Vstupní portál modlitebny Horního sboru
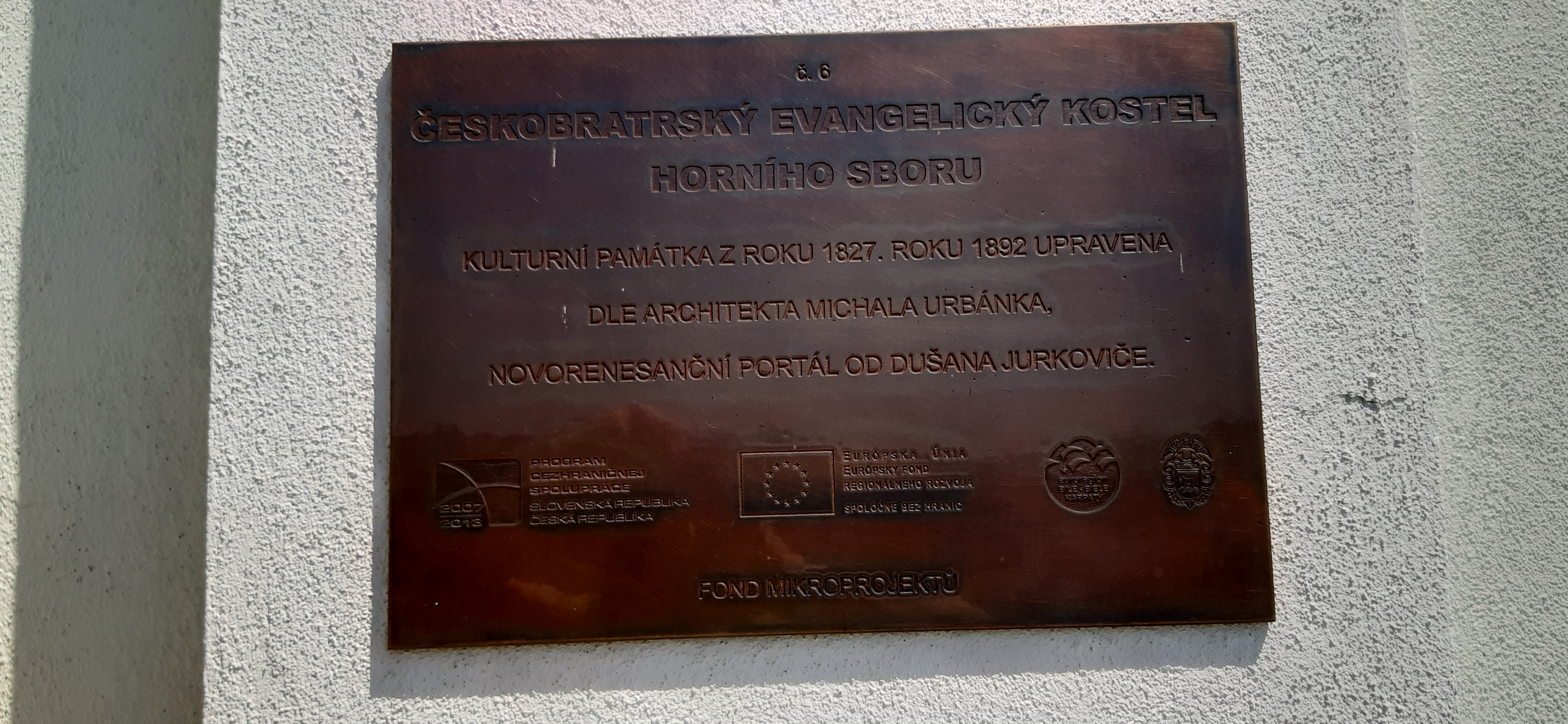
Pamětní deska na modlitebně Horního sboru ve Vsetíně